# Château d'Eberstein à Gernsbach
Le château d'Eberstein est un château situé sur une colline dominant la ville allemande de Gernsbach, près de Baden-Baden.

## Situation
Le château est situé sur une colline haute d'environ 130 mètres, située au sud Gernsbach et dominant la vallée de la Murg,.

## Historique

### Comtes d'Eberstein
Le château d'Eberstein est construit de 1235 à 1272 par le comte d'Eberstein, alors au sommet de sa puissance, concurrençant son voisin le margrave de Bade. Il est alors nommé « Neu Eberstein » par opposition à l'ancien château, dit Alt-Eberstein (de). Cette faste période correspond environ au XIIIe siècle. Dès 1300, des héritages mal divisés et le renforcement des margraves de Bade et des comtes de Wurtemberg affaiblit considérablement la position des Eberstein. En 1367, le château est assiégé pour la première fois, par Eberhard II de Wurtemberg, qui cherche à affaiblir Wolf von Eberstein (de), mais le siège est rapidement levé. En 1387, Wolf von Eberstein, très endetté, vend la moitié de son comté, dont le château, au margrave de Bade.

### Margraves puis grands-ducs de Bade
En 1660, la lignée mâle des Eberstein s'éteint. Le château tombe alors aux mains des margraves de Bade. Pendant la guerre de la Ligue d'Augsbourg, le château est offert par les Français comme refuge à Françoise de Hohenzollern-Hechingen et à son fils. En 1798, le margrave Karl Friedrich von Baden donne la propriété de Neueberstein à son fils Friedrich. Ce dernier fait agrandir le château, alors très dégradé, par Friedrich Weinbrenner à partir de 1802. En 1829, l'édifice est racheté par Frédéric Ier, qui le remanie en style néogothique. Les années 1865 à 1874 sont le théâtre d'autre ajouts, en particulier en ce qui concerne les bâtiments utilitaires, ainsi que de la suppression du donjon. En 1951, un nouveau donjon remplace ce dernier,.

## Architecture
La base du donjon, les fondations des remparts externes et le mur occidental sont les seules parties du château qui soient d'origine. Heinrich Hübsch (de) conçoit en 1838 les nouvelles écuries, qui sont réalisées par Johann Belzer